# Kapu corusca
Kapu corusca är en tvåvingeart som först beskrevs av Christine Lynette Lambkin och Yeates 2003.  Kapu corusca ingår i släktet Kapu och familjen svävflugor. Inga underarter finns listade i Catalogue of Life.